# Осада Форт-Луи
Осада Форт-Луи́ (фр. Fort-Louis), или Форт-Вобана (фр. Fort-Vauban), происходила во время войны Первой коалиции в эпоху французских революционных войн и продолжалась с 14 октября по 16 ноября 1793 года. Французский гарнизон бригадного генерала Мишеля Дюрана, осаждённый в Форт-Луи силами союзников, состоявшими из австрийских, гессенских и баварских контингентов, находившихся под командованием генерал-майора Франца фон Лауэра, вынужден был капитулировать после месячной обороны.

## Предыстория
Форт-Луи был создан Вобаном, лично положившим первый камень. Форт был заложен на острове у левого берега Рейна, в месте, где не было ни мостов, ни переходов, с целью дополнить защиту других существующих пунктов Эльзаса: Страсбурга, расположенного выше по течению, и Филипсбурга — ниже по течению. Строительство началось в 1687 году и было завершено в 1690 году. При форте был основан новый городок того же названия. Форт включал в себя гарнизон и склады для оборудования и боеприпасов. Цитадель форта, или Форт Карре, имела квадратную форму, с четырьмя бастионами, четырьмя равелинами и прикрытым путём. Для защиты мостов и ворот нового города на левом берегу реки был построен горнверк — Форт Эльзас. Горнверк был окружён полубастионами, равелином и треугольным внутренним укреплённым сооружением. В цитадели также находился небольшой плац, окружённый семнадцатью бараками, часовней, офицерскими помещениями и магазинами.
В 1793 году гарнизон форта, переименованного после свержения короля в Форт-Вобан, насчитывал 4500 человек и был под командой бригадного генерала Мишеля Дюрана. Доминик-Андре де Шамбарлак отвечал непосредственно за организацию обороны. Всего в форте было установлено 111 артиллерийских орудий.
По получении нового плана кампании, предложенного венским военным советом, одной из задач австрийской армии стало овладение Эльзасом, поэтому рано утром 13 октября 1793 года корпус Вурмзера начал наступление на всю вейсенбургскую линию французских позиций. К полудню все укрепления и Лаутербург перешли в руки союзников, а вечером был взят штурмом Вейсенбург. Французская армия, потеряв 28 орудий и 1000 человек, ночью отступила к Хагенау. На другой день после овладения вейсенбургскимии линиями Вурмзер продолжил наступление, и 18 сентября союзники овладели Хагенау. В их тылу остались блокированными крепость Ландау и Форт-Вобан.

## Осада
В день начала наступления союзников колонна противника попыталась пересечь Рейн напротив Сельца (севернее форта). Генерал Дюран, комендант Форт-Вобана, предупреждённый об этом, приказал различным отрядам гарнизона идти навстречу противнику. В результате произошедшего боя французы были отбиты и с потерями вернулись к четырём часам вечера под прикрытие пушек форта.
14 октября гусарские патрули союзников на левом берегу Рейна подошли к городку и форту и создали вокруг цепь аванпостов.
17-го Форт-Вобан был полностью заблокирован смешанным австро-баварско-гессенским отрядом из 4700 пехотинцев и четырёх эскадронов кавалерии под командованием генерал-майора Франца фон Лауэра, расположившимся лагерем примерно в километре от форта и с левой стороны опиравшимся на деревню Роппенхейм, а с правой стороны на — Рёшвог. Дамба служила укреплением перед фронтом.
Союзники, кроме кавалерийских бивуаков, построили три редута: справа, слева и в центре деревни Рёшвог, чтобы контролировать дороги, которые вели к городку и форту. Около центра Витресбаха была поставлена небольшая батарея из двух орудий, которая обстреливала валы форта в хвостовой части острова.
В понедельник, 4 ноября, союзники в течение всего дня обстреливали форты и городок из пушек и гаубиц с батарей, установленных близ Массеской таможни и с правого берега Рейна.
Во вторник, 5 ноября, осаждающие окружили свои редуты окопами и заложили в течение ночи начало первой параллели, на которой продолжили работы днём.
8-го числа союзники заложили вторую параллель, линия которой сообщалась с первой своим продолжением, на расстоянии около двухсот туазов до прикрытого пути форта Эльзас. Параллельно они установили батареи из пушек, гаубиц и мортир, всего 55 орудий.
Ночью 9 ноября союзники подготовили батареи к бомбардировке, а 10-го утром, на рассвете, открыли огонь по форту и городку. Две мортирные батареи, которые находились на правом берегу Рейна, также начали обстрел одновременно с расположенными на левом берегу. В результате бомбардировки загорелось большинство домов в городке и сгорел военный госпиталь в форте. Жители, лишившиеся крова, укрылись в подземных переходах форта. За четыре дня обстрела по форту и городку было выпущено около 16 000 бомб и снарядов, частично подавивших артиллерию осаждённых.
Вечером 13 ноября собравшимся военным советом было принято решение о невозможности дальнейшего сопротивления, главным образом, в связи с нехваткой продовольствия для гарнизона и жителей городка, укрывшихся в форте, и поэтому были отправлены представители на переговоры для подготовки акта о капитуляции.

## Результаты
14 ноября 1793 года был подписан акт о капитуляции Форт-Вобана, а 16 ноября гарнизон вышел из крепости и сложил оружие. Сдавшиеся солдаты генерала Дюрана — 197 офицеров и 4300 рядовых — были переправлены через Рейн в качестве военнопленных, откуда они чуть позже бежали во Францию. Победителям достались 111 орудий, 5 знамён, 50 понтонов, 168 лошадей, 2000 центнеров пороха и много другого имущества.